# 김범준 (1983년)
김범준(1983년 2월 16일 ~ )은 대한민국의 배우이다.

## 학력
- 서울예술대학교 영화과

## 출연작

### 영화
- 《인터뷰 & 플레이리스트》 (2017년)
- 《메소드》 (2017년) - 영우 매니저 역
- 《함정》 (2015년) - 해양경찰 역
- 《살인재능》 (2015년) - 김민수 역
- 《아무 것도 사라지지 않는다》 (2013년) - 캐피탈 조직원 5 역
- 《뫼비우스》 (2013년) - 죄수 1 역
- 《톱스타》 (2013년) - 클럽블루 키스남 역
- 《마이 리틀 히어로》 (2013년) - 임승호 역
- 《가족시네마》 (2012년) - 경찰 2 역
- 《피에타》 (2012년) - 명동남 역
- 《홈 스위트 홈》 (2012년) - 박수혁 역
- 《풍산개》 (2011년) - 요원 2 역
- 《포화 속으로》 (2010년) - 인민군 766 부대원 역
- 《대한민국 1%》 (2010년) - 박 일병 역
- 《수퍼살롱미장원》 (2008년) - 미용사 4 역
- 《사진, 찍어드립니다》 (2008년)
- 《콜링 유》 (2008년)
- 《아름답다》 (2008년) - 민호 역
- 《삐라》 (2007년) - 형사들 역
- 《살결》 (2007년) - 치과의사 역
- 《공항가는 길》 (2004년) - 승객들 역